# Pseudologia Fantastica (singolo)
Pseudologia Fantastica è un singolo del gruppo musicale statunitense Foster the People, pubblicato nel 2014 ed estratto dall'album Supermodel.

## Tracce
1. Pseudologia Fantastica – 5:31

## Formazione
Gruppo
- Mark Foster - voce, sintetizzatore, piano, chitarra elettrica
- Cubbie Fink - basso, cori
- Mark Pontius - batteria, cori

Altri musicisti
- Isom Innis - cori
- Sean Cimino - chitarra, cori